# Werch-Tula
Werch-Tula (russisch Верх-Тула auch: Verchne-Tulinskoje, Verchnjaja Tula) ist ein Dorf (posjolok) in Sibirien. Es gehört zur Oblast Nowosibirsk und hat 6020 Einwohner (Stand 2010).

## Geographie
Das Dorf liegt nur wenige Kilometer nördlich des Nowosibirsker Stausees am Ufer des Flusses Tula, welcher nach Nordosten verläuft und in Nowosibirsk in den Ob mündet. Die Straße R 380 verläuft entlang des Flusses. Eine Abzweigung verbindet den Ort mit Leninskoje im Süden, am Ufer des Stausees.

## Geschichte
Es wurde 1654 gegründet. 1893 gab es in Werch-Tula 120 Bauernhaushalte, 287 Männer und 296 Frauen lebten und es gab 1 Trinklokal. Im Jahr 1911 hatte die Siedlung 279 Haushalte, 716 Männer und 710 Frauen lebten, es gab eine zugeschriebene Kirche und eine Pfarrschule, 6 Handelsgeschäfte, eine Bier- und Weinhandlung, eine Bäckerei und eine Butterfabrik.

## Bevölkerungsentwicklung
| Jahr | Einwohner |
| ---- | --------- |
| 1926 | 2.143     |
| 2002 | 5.698     |
| 2007 | 5.730     |
| 2010 | 6.020     |